# Pandemia de COVID-19 en Oregón
El primer caso de la pandemia de enfermedad por coronavirus en  Oregón, estado de los Estados Unidos, inició el 28 de marzo de 2020. Hay 3.416 casos confirmados y 134 fallecidos.

## Cronología

### Febrero
El 28 de febrero de 2020, la Autoridad de Salud de Oregón (OHA) informó el primer caso de sospecha de coronavirus en un residente del condado de Washington que no había viajado a un área infectada, lo que probablemente indica que el virus se había contraído dentro de la comunidad. Debido a que fue identificado como un empleado de la Escuela Primaria Forest Hills en el Distrito Escolar Lake Oswego en el condado adyacente de Clackamas, la escuela estuvo cerrada por tres días para una limpieza profunda. El caso fue confirmado como coronavirus por los Centros para el Control y la Prevención de Enfermedades (CDC) el 3 de marzo.

### Marzo
El 1 de marzo, Oregón confirmó su segundo caso, un contacto familiar de su primer caso. El empleado, identificado más tarde como el ingeniero del edificio escolar, fue tratado con Remdesivir y fue dado de alta del hospital más de dos meses después.
El 7 de marzo, los funcionarios de salud identificaron cuatro nuevos casos presuntamente positivos entre los residentes de los condados de Jackson, Klamath y Washington. El 8 de marzo, la OHA agregó 7 nuevos casos presuntivos positivos al recuento de Oregón. El 10 de marzo, la OHA anunció el primer caso presuntivo positivo del condado de Multnomah, elevando el total de Oregón a quince casos en siete condados. El 11 de marzo, la OHA confirmó cuatro casos nuevos, uno nuevo cada uno en los condados de Deschutes, Marion, Polk y Umatilla. Más tarde anunciaron los dos primeros casos positivos presuntamente del condado de Linn.
El 16 de marzo, Providence Health Systems, Kaiser Permanente, Legacy Health y Oregon Health and Sciences University formaron una coalición para establecer un sistema de salud regional en el estado a fin de abordar la necesidad anticipada de capacidad y coordinación para abordar el brote.

## Respuesta gubernamental
El 28 de febrero, la gobernadora Kate Brown creó un equipo de respuesta al coronavirus «encargado de coordinar los preparativos a nivel estatal y local para una epidemia» de coronavirus en Oregón. Más tarde ordenó la cancelación de eventos para 250 o más personas.
Oregon Medical Station es un hospital de emergencia de 250 camas que se está construyendo para tratar a pacientes con enfermedad por COVID-19 en el Oregon State Fairgrounds en Salem.
Después de las crecientes llamadas de los funcionarios locales, el Gobernador de Oregón emitió una orden estatal de permanencia en el hogar el 23 de marzo con vigencia inmediata con cargos de delito menor de clase C para los infractores.